# Џон Китс
Џон Китс (енгл. John Keats; Лондон, 31. октобар 1795 — Рим, 23. фебруар 1821) био је енглески песник. Китс је постао једна од кључних фигура романтичарског покрета.
Заједно са Лордом Бајроном и Персијем Биш Шелијем, Китс је припадао другој генерацији романтичарских песника. За време свог кратког живота није био добро прихваћен од стране критике, али је његов постхумни утицај на песнике попут Алфреда Тенисона и Вилфреда Овена био значајан.
Китсову поезију карактерише богат избор речи и сензуална сликовитост, највише у његовој серији ода које су остале међу најпопуларнијим песмама у енглеској књижевности. Китсова писма, која укључују развој његове естетске теорије негативне способности, су међу најслављенијим од свих енглеских песника. Неке од његових песама су Лепа госпа без милости, Ода славују.

## Радови
- A Draught of Sunshine
- Addressed to Haydon (1816)
- Addressed to the Same (1816)
- After dark vapours have oppressed our plains (1817)
- As from the darkening gloom a silver dove (1814)
- Asleep! O sleep a little while, white pearl!
- A Song About Myself
- Bards of Passion and of Mirth
- Before he went to live with owls and bats (1817?)
- Bright star, would I were steadfast as thou art (1819)
- Calidore: A Fragment (1816)
- The Cap and Bells; or, the Jealousies, a Faery Tale (незавршено, 1819)
- The Day Is Gone, And All Its Sweets Are Gone
- Dedication. To Leigh Hunt, Esq.
- A Dream, After Reading Dante's Episode Of Paolo And Francesca
- A Draught of Sunshine
- Endymion: A Poetic Romance (1817)
- Epistle to John Hamilton Reynolds
- Epistle to My Brother George
- First Love
- The Eve of Saint Mark (незавршено, 1819)
- The Eve of St. Agnes (1819)
- The Fall of Hyperion: A Dream (незавршено, 1819)
- Fancy (poem)
- Fill for me a brimming bowl (1814)
- Fragment of an Ode to Maia
- Give me women, wine, and snuff (1815 или 1816)
- God of the golden bow (1816 или 1817)
- The Gothic looks solemn (1817)
- Had I a man's fair form, then might my sighs (1815 или 1816)
- Hadst thou liv’d in days of old (1816)
- Happy is England! I could be content (1816)
- Hither, hither, love (1817 или 1818)
- How many bards gild the lapses of time (1816)
- The Human Seasons
- Hymn To Apollo
- Hyperion (незавршено, 1818)
- I am as brisk (1816)
- I had a dove
- I stood tip-toe upon a little hill (1816)
- If By Dull Rhymes Our English Must Be Chain'd
- Imitation of Spenser (1814)
- In Drear-Nighted December
- Isabella or The Pot of Basil (1818)
- Keen, fitful gusts are whisp’ring here and there (1816)
- La Belle Dame sans Merci (1819)
- Lamia (1819)
- Lines Written on 29 May, the Anniversary of Charles’s Restoration, on Hearing the Bells Ringing (1814 или 1815)
- Lines on Seeing a Lock of Milton's Hair (1818)
- Lines on The Mermaid Tavern
- Meg Merrilies
- Modern Love (Keats)
- O Blush Not So!
- O come, dearest Emma! the rose is full blown (1815)
- O grant that like to Peter I (1817?)
- O Solitude! if I must with thee dwell (1815 или 1816)
- O Thou Whose Face
- Ode (Keats)
- Ode on a Grecian Urn (1819)
- Ode on Indolence (1819)
- Ode on Melancholy (1819)
- Ode to a Nightingale (1819)
- Ode to Apollo (1815)
- Ode to Fanny
- Ode to May (1818)
- Ode to Psyche (1819)
- Oh Chatterton! how very sad thy fate (1815)
- Oh! how I love, on a fair summer's eve (1816)
- Old Meg (1818)
- On a Dream
- On a Leander Which Miss Reynolds, My Kind Friend, Gave Me (1817)
- On Death
- On Fame, 1 & 2
- On First Looking into Chapman's Homer (1816)
- On Leaving Some Friends at an Early Hour (1816)
- On Peace (1814)
- On Receiving a Curious Shell, and a Copy of Verses, from the Same Ladies (1815)
- On Receiving a Laurel Crown from Leigh Hunt (1816 уку 1817)
- On Seeing the Elgin Marbles (1817)
- On Sitting Down to Read King Lear Once Again (1818)
- On the Grasshopper and Cricket (1816)
- On the Sea (1817)
- On The Story of Rimini (1817)
- On Visiting the Tomb of Burns (1818)
- The Poet (a fragment)
- A Prophecy - To George Keats in America
- Read Me a Lesson, Muse (1818)
- Robin Hood. To A Friend
- Sharing Eve's Apple
- Sleep and Poetry (1816)
- A Song of Opposites
- Specimen of an Induction to a Poem (1816)
- Staffa
- Stay, ruby breasted warbler, stay (1814)
- Stanzas (1818)
- Think not of it, sweet one, so (1817)
- This Living Hand
- This pleasant tale is like a little copse (1817)
- To — (1819)
- To a Cat
- To a Friend Who Sent Me Some Roses (1816)
- To a Lady seen for a few Moments at Vauxhall (1818)
- To A Young Lady Who Sent Me A Laurel Crown (1816 или 1817)
- To Ailsa Rock
- To Autumn (1819)
- To Lord Byron (1814)
- To Charles Cowden Clarke (1816)
- To Fanny (1819)
- To G.A.W. (Georgiana Augusta Wylie) (1816)
- To George Felton Mathew (1815)
- To Georgiana Augusta Wylie
- To Haydon
- To Haydon with a Sonnet Written on Seeing the Elgin Marbles (1817)
- To Homer
- To Hope (1815)
- To John Hamilton Reynolds (1818)
- To Kosciusko (1816)
- To Leigh Hunt, Esq. (1817)
- To My Brother George (epistle) (1816)
- To My Brother George (sonnet) (1816)
- To My Brothers (1816)
- To one who has been long in city pent (1816)
- To Sleep
- To Solitude
- To Some Ladies (1815)
- To the Ladies Who Saw Me Crown’d (1816 или 1817)
- To the Nile
- Unfelt, unheard, unseen (1817)
- Welcome Joy... (1818)
- When I have fears that I may cease to be (1818)
- Where Be Ye Going, You Devon Maid?
- Where's the Poet? (1818)
- Why did I laugh tonight? (1818)
- Woman! when I behold thee flippant, vain (1815 или 1816)
- Written in Disgust of Vulgar Superstition (1816)
- Written in the Cottage Where Burns Was Born (1818)
- Written on a Blank Space
- Written on a Summer Evening
- Written on the Day that Mr Leigh Hunt Left Prison (1815)
- Written Upon the Top of Ben Nevis
- You say you love; but with a voice (1817 или 1818)